# Adelophryne gutturosa
Adelophryne gutturosa – gatunek południowoamerykańskiego płaza bezogonowego z rodziny Eleutherodactylidae.

## Budowa
Płaz osiąga niewielkie rozmiary.

## Cykl życiowy
Adelophryne gutturosa wiedzie dzienny tryb życia.
Rozród tego płaza opisali w 2008 MacCulloch i współpracownicy. Zwierzęta płci męskiej sadowią się na roślinach, dobrze ukryte pośród liści i korzeni, skąd nawołują. Z nadejściem pory deszczowej samica składa jaja. Widziano samicę składającą pojedyncze, znacznych rozmiarów jajo. Płaz rozmnaża się poprzez rozwój bezpośredni.

## Rozmieszczenie geograficzne
Płaz żyje na północy kontynentu południowoamerykańskiego, na Wyżynie Gujańskiej. Jego zasięg występowania rozciąga się od wschodniej Wenezueli przez Gujanę i Surinam po południową Gujanę Francuską. Jedno ze źródeł podaje, że płaz występuje też w skrajnie północnej części brazylijskiego stanu Roraima. Przypisywane dawniej temu gatunkowi stwierdzenia z brazylijskiego stanu Amapá dotyczą innego, opisanego w 2020 roku gatunku – Adelophryne amapaensis.

## Ekologia
Płaz bytuje w lasach deszczowych w pobliżu strumieni, na wysokościach pomiędzy 40 a 2200 m nad poziomem morza.
Jego siedlisko stanowi ściółka pokrywająca dno lasu, zazwyczaj porośniętego formacją z Monotagma spicatum.

## Status zagrożenia i ochrona
W Czerwonej księdze gatunków zagrożonych IUCN Adelophryne gutturosa od 2004 roku klasyfikowany jest jako gatunek najmniejszej troski (LC, ang. Least Concern).
Nie jest znana całkowita liczebność populacji tego gatunku ani jej trend. Płaz nie jest pospolity, choć może występować obficie na pewnych obszarach, lokalnie. IUCN zwraca jednak uwagę, że niedostępne środowisko jego życia i maskujące ubarwienie nie ułatwia odnalezienia go.
IUCN nie wymienia żadnych zagrożeń dla tego gatunku, uzasadniając to minimalną presją ze strony człowieka w niedostępnej okolicy zamieszkiwanej przez płaza.
Zwierzę stwierdzono w obrębie kilku obszarów chronionych, IUCN wymienia wśród nich Park Narodowy Canaima.